# Paradrillia sagamiana
Paradrillia sagamiana é uma espécie de gastrópode do gênero Paradrillia, pertencente a família Horaiclavidae.